# John Wojtowicz
John Wojtowicz (9 de março de 1945, New York, Estados Unidos da América - 2 de Janeiro de 2006,  New York) foi um assaltante de banco. Wojtowicz inspirou o filme Dog Day Afternoon (1975).
Bissexual, casou-se pela primeira vez em 1967, com Carmen Bifulco. O casal teve dois filhos e se separou em 1969. Wojtowicz conheceu Elizabeth Eden, uma mulher transexual, em 1971, em uma festa italiana, na cidade de Nova York. Wojtowicz e Éden se casaram em 4 de dezembro de 1971.
Em 22 de agosto de 1972, Wojtowicz, juntamente com Salvatore Naturile e Robert Westenberg, tentaram roubar uma agência do banco Chase Manhattan, em Gravesend, Brooklyn. John e Salvatore mantiveram sete funcionários como reféns, por 14 horas. John Wojtowicz, que fora caixa de banco, tinha algum conhecimento de operações bancárias. No entanto, ele provavelmente baseou seu plano nas cenas do filme O Poderoso Chefão (1972), que tinha visto mais cedo, naquele dia.
Wojtowicz foi preso, mas Naturile foi assassinado pelo FBI durante os momentos finais do incidente.
Em 23 de abril de 1973, Wojtowicz  foi condenado a 20 anos, na Penitenciária Federal de Lewisburg, tendo cumprido 14 anos. 
Wojtowicz recebeu 7 500 dólares pela venda de direitos de sua história para a realização do filme Dog Day Afternoon e com isso ajudou a financiar a cirurgia de mudança de sexo de Eden. Wojtowicz foi libertado da prisão em 10 de abril de 1987. No mesmo ano, Eden Hora, 41, morreu de pneumonia em Rochester. Eden tinha Aids.

## Dog Day Afternoon
A história de Wojtowicz foi usada como base para o filme Dog Day Afternoon. O filme foi lançado em 1975, com Al Pacino no papel de Wojtowicz (chamado de "Sonny Wortzik" no filme), e John Cazale (que já havia trabalhado com Al Pacino em O Poderoso Chefão), no papel de Sal Naturile. Eden, conhecida como "Leon" no filme, foi vivida pelo ator Chris Sarandon.
Em 1975, John Wojtowicz escreveu uma carta ao jornal The New York Times, preocupado que as pessoas acreditassem no filme, cuja versão dos acontecimentos, segundo ele, era apenas 30% exata. A principal queixa de Wojtowicz  foi a retratação inexata de sua esposa, Carmen Bifulco, como uma mulher com sobrepeso e cujo comportamento conduziu à sua relação com Elizabeth Eden, quando, na verdade, ele já havia deixado a esposa dois anos antes de conhecer Eden. Além disso, ele nunca falou com a sua mãe e a polícia nunca se recusou a deixá-lo falar com sua ex-esposa, Carmen. No filme, John "vende" Sal Naturile à polícia, o que John alegava ser falso. Entretanto ele fez elogios a Al Pacino e Chris Sarandon pelas caracterizações de si próprio e da esposa, Elizabeth Eden. Em 2006 numa entrevista, o roteirista do filme, Frank Pierson, disse que tentou visitar John Wojtowicz na prisão muitas vezes para obter mais detalhes sobre a sua história, enquanto escrevia o roteiro, mas Wojtowicz se recusava a vê-lo, porque pensava que Pierson não tinha dinheiro suficiente para pagar os direitos de sua história.
Wojtowicz morreu de câncer, em 2 de janeiro de 2006.